# Para Para Paradise
Para Para Paradise (PPP) je japonská taneční videohra pro PlayStation 2, která vznikla  v roce 2000 na základě japonského tance Para Para.
Hra se hraje na pět základních směrů. Základ si japonská společnost Konami vzala z Para Para tancování, které bylo v Japonsku sedmdesátých letech populární. Jedná se o druh tance, kde člověk používá hlavně ruce a maximálně pomocí boků a přešlapování udržuje rytmus.

## Periferie
Periferie k PPP se skládá z pěti růžových senzorů. Když nad některými hráč přejede, zaznamená se jeho pohyb. Senzory jsou rozmístěny tak, aby před hráčem tvořily půlkruh (vlevo, nahoru–vlevo, nahoru, nahoru–vpravo, vpravo (L, UL, U, UR, R). V PPP se používají hlavně ruce jako u Para Para tancování, ale není vyloučeno použití jiných částí těla.

## Princip hry
Na horní části obrazovky je pět bílých šipek, které blikají do rytmu. V průběhu hry se objeví barevné šipky, které se pohybují zespoda obrazovky nahoru k bílým šipkám. Když jedna (či více) barevných šipek překryje bílou šipku, hráč to musí potvrdit mávnutím rukou.

## Skladby
V Para Para Paradise je slyšet obvykle Eurobeat. K dispozici je i několik originálních japonských skladeb a také několik upravených skladeb z podobných her, jako je například „Can't Stop Falling in Love“. Skladby nejsou příliš rychlé ani pomalé, mají daný poměrně jednotvárný rytmus.

## Módy
PPP má dva módy:
- Para Para, kde se tančí podle předem daných Para Para tanečních kreací (které lze vidět na obrazovce),
- v druhém módu už se nezobrazují videa s choreografiemi, ale jen šipky. Hráč si může sám vytvořit vlastní taneční kreace. Tento mód má tři obtížnosti (Easy, Normal, Heavy), s obtížností stoupá počet šipek.